# 耶律重元
耶律重元（やりつ じゅうげん、太平元年3月23日（1021年5月7日）- 清寧9年（1063年））は、遼（契丹）の皇子。小字は孛吉只。

## 経歴
聖宗と欽哀蕭皇后のあいだの次男として生まれた。武勇にすぐれ、眉目は秀麗で、寡黙だが人望があった。太平3年（1023年）12月、秦国王に封じられた。太平11年（1031年）6月、聖宗が崩御し、欽哀皇后が称制すると、重元を即位させる計画があったが、重元はその計画の一切を興宗に報告して、興宗に重んじられた。重元は皇太弟に封じられた。北院枢密使・南京留守・知元帥府事を歴任した。重元は五京にそれぞれ契丹警巡使を置くよう奏上して、容れられた。
重熙17年（1048年）、金券誓書を賜った。重熙24年（1055年）、道宗が即位すると、重元は皇太叔に立てられ、拝謁のさい名乗らないでよい特権を受けた。清寧2年（1056年）11月、天下兵馬大元帥となった。清寧4年（1058年）閏月、再び金券を賜った。4頂帽と2色袍を許され、遼朝で尊重されること比類がなかった。
清寧9年（1063年）7月、道宗が灤水で狩猟したとき、重元は子の耶律涅魯古と図って反乱を計画した。重元は涅魯古や陳国王陳六や知北院枢密事の蕭胡睹ら400人とともに、弩手軍を脅して誘い、行宮を襲撃した。しかし、涅魯古が騎馬で突出して射殺され、重元の仲間たちは次々と敗走していった。重元は計画の失敗を知ると、北の砂漠に逃れて、「涅魯古がわたしをここに至らしめたのだ」と嘆いて自殺した。

## 伝記資料
- 『遼史』巻112 列伝第42 逆臣上